# Amazonepeira herrera
Amazonepeira herrera is een spinnensoort in de taxonomische indeling van de wielwebspinnen (Araneidae).
Het dier behoort tot het geslacht Amazonepeira. De wetenschappelijke naam van de soort werd voor het eerst geldig gepubliceerd in 1989 door Herbert Walter Levi.